# Campeonato de Francia de Rugby 15 1943-44
El Campeonato de Francia de Rugby 15 1943-44 fue la 45.ª edición del Campeonato francés de rugby, la principal competencia del rugby galo.
El campeón del torneo fue el equipo de Perpignan quienes obtuvieron su quinto campeonato.

## Desarrollo

### Segunda Fase
| Equipo                   | Puntos    |
| ------------------------ | --------- |
| Perpignan                | 15 puntos |
| US Fumel Libos           | 12 puntos |
| Société Nautique Bayonne | 12 puntos |
| FC Lourdes               | 10 puntos |
| Pau                      | 8 puntos  |
| Toulon                   | 5 puntos  |

| Equipo          | Puntos    |
| --------------- | --------- |
| Bayonne         | 14 puntos |
| Bordeaux Begles | 14 puntos |
| US Cognac       | 11 puntos |
| SU Cavaillon    | 7 puntos  |
| Tarbes          | 7 puntos  |
| Racing Club     | 7 puntos  |

| Equipo             | Puntos    |
| ------------------ | --------- |
| Toulouse Olympique | 14 puntos |
| Agen               | 12 puntos |
| Stade Français     | 12 puntos |
| Narbonne           | 9 puntos  |
| Bressane           | 8 puntos  |
| RC Chalon          | 5 puntos  |

| Equipo            | Puntos    |
| ----------------- | --------- |
| Montferrand       | 15 puntos |
| Catalan Perpignan | 12 puntos |
| Saint Denis       | 11 puntos |
| Boucau Stade      | 10 puntos |
| Périgueux         | 7 puntos  |
| Albi              | 5 puntos  |

### Semifinal
| marzo de 1944 | Perpignan | 9 - 4 | Montferrand |  |  |

| marzo de 1944 | Bayonne | 17 - 3 | Toulouse Olympique |  |  |

### Final
| 26 de marzo de 1944 | Bayonne | 5 - 20  | Perpignan | Parc des Princes, París |  |
|                     |         | Reporte |           |                         |  |

| Bandera de Francia |
| Campeón Perpignan  |
| Quinto título      |